# Canek

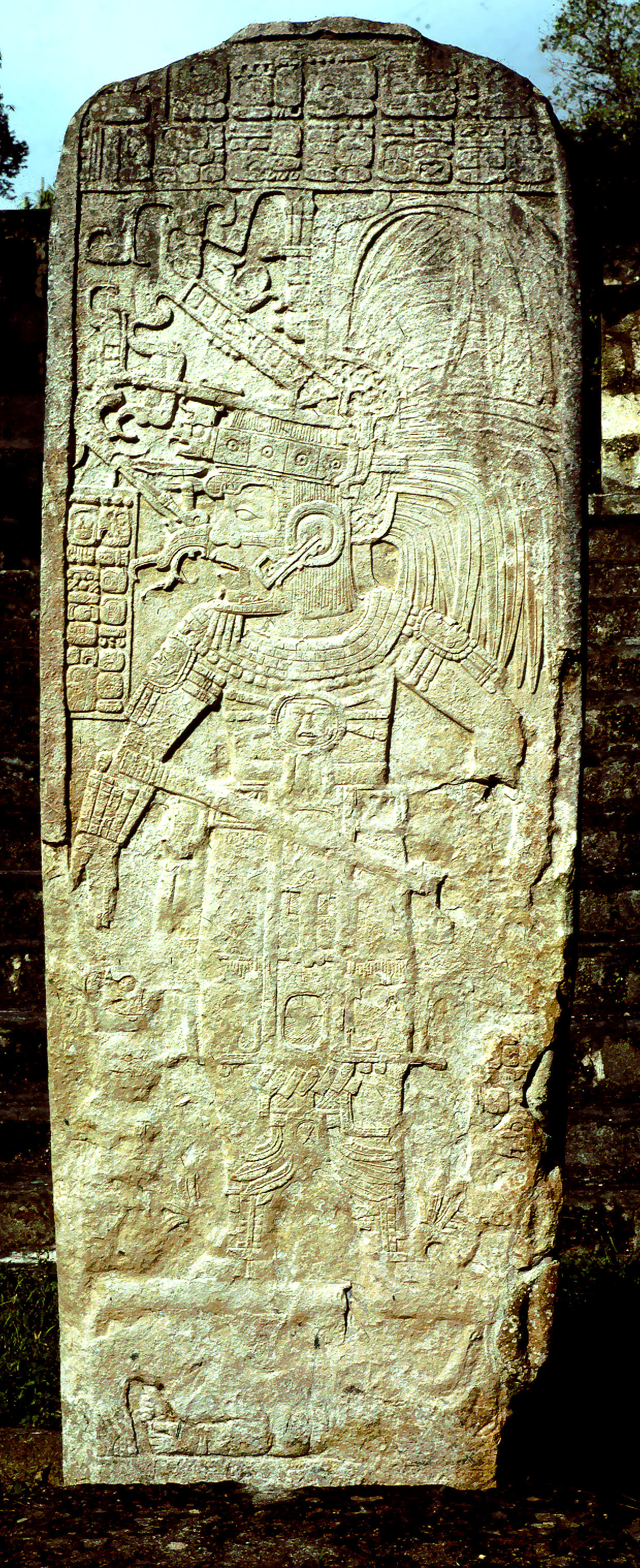
El nombre Canek o Kaan Ek está registrado en la estela número 11 de Ceibal

Canek (del maya yucateco: Kaan éekꞌ ‘Serpiente negra’) o Ah Kaan Ek o Kan Ek es el nombre repetitivo de los gobernantes del pueblo maya de los itzaes. El patronímico se mantuvo por varios siglos.
El primer halach uinik de los itzaes registrado bajo este nombre es el que durante la desintegración de la Liga de Mayapán en el año 1194 d. C., dirigió a su pueblo en la emigración al lago Petén Itzá, abandonando la ciudad de Chichén Itzá. Hunac Ceel se había proclamado halach uinik de los cocomes de Mayapán y, aliándose a los tutul xiues de Uxmal, declaró la guerra a los itzaes que habían mantenido la hegemonía del poder durante más de doscientos años.
El segundo halach uinik referido con el nombre de Ah Kaan Ek es el que recibió a Hernán Cortés en Tayasal en 1525, a quién el conquistador español dejó un caballo herido a su cuidado. Ah Kaan Ek se responsabilizó del animal, pero cuando murió mandó fabricar una estatua de madera con su figura.
El tercer halach uinik referido con el nombre de Ah Kaan Ek, es el que encontraron los franciscanos Bartolomé de Fuensalida y Juan de Orbita, que llegaron a Tayasal en 1618, quienes se sorprendieron cuando vieron que los itzaes adoraban la estatua de un caballo, al que ellos llamaban Tzimin Chac (caballo del trueno).
Hubo más caudillos que llevaron el nombre de Canek, hasta que en 1697 los itzaes encabezados por otro Ah Kaan Ek, fueron derrotados por Martín de Urzúa quien finalmente logró dominar a los indígenas mayas en su territorio del Petén, finalizando la dinastía, que fue recreada por Jacinto Canek, ya en pleno siglo XVIII, durante la rebelión de Cisteil que protagonizó.